# Ludkovice
Ludkovice (in tedesco Ludkowitz) è un comune della Repubblica Ceca facente parte del distretto di Zlín, nella regione di Zlín.